# Miletinae
De Miletinae zijn een onderfamilie van vlinders in de familie Lycaenidae. De wetenschappelijke naam van de onderfamilie is voor het eerst geldig gepubliceerd in 1939 door Alexander Steven Corbet.

## Geslachtengroepen
- Liphyrini
- Miletini
- Tarakini